# Pier Marino Menicucci
Pier Marino Menicucci (15 settembre 1958) è un politico sammarinese.
Ha ricoperto la carica di Capitano Reggente della Repubblica di San Marino da aprile 2003 ad ottobre 2003, assieme a Giovanni Giannoni. È membro del Partito Democratico Cristiano Sammarinese.